# 大良造
大良造，中国古代官名、爵名。
战国初期为秦国的最高官职，掌握军政大权。商鞅变法之后，商鞅为奖励军功，制定二十等爵，以大良造列为十六级，亦称大上造。秦惠王十年（前328年）仿效中原诸侯国制度设立相国一职掌握军政大权后，主要用作爵名，沿用至汉朝。秦国一些立有军功的名臣都获封大良造，如商鞅、公孫衍、白起等。

## 得名
大良造與少上造皆是“主上造之士”。